# Ивелин Кулев
Ивелин Веселинов Кулев е български учен, химик, професор в Софийския университет.

## Биография
Роден е на 5 юли 1942 г. в Шумен. През 1967 г. завършва Химическия факултет на Софийския университет „Св. Климент Охридски“, със специалност радиохимия. По-късно работи като стажант–асистент по радиохимия в Катедрата по неорганична химия с ръководител проф. Георги Близнаков. През 1984 г. основава Лабораторията по радиоаналитична химия. Работи в областта на неутронноактивационния анализ, разпространението на радиоизотопи в околната среда и археометрията.